# Copa de Alemania 2014-15
La DFB-Pokal 2014-15 fue la 72.ª edición de esta competición anual de la Copa de Alemania. Inició el 15 de agosto de 2014 con la primera ronda y finalizó el 30 de mayo de 2015 en el Estadio Olímpico de Berlín, el campeón se clasificó para disputar la Supercopa de Alemania 2015.

## Calendario
Las diferentes rondas fueron programadas de la siguiente forma:
- Primera ronda: 15 al 18 de agosto de 2014
- Segunda ronda: 28 y 29 de octubre de 2014
- Octavos de final: 3 y 4 de marzo de 2015
- Cuartos de final: 7 y 8 de abril de 2015
- Semifinales: 28 y 29 de abril de 2015
- Final: 30 de mayo de 2015

## Equipos participantes
Participaron 64 equipos: los 18 equipos de la 1. Bundesliga 2013-14, los 18 equipos de la 2. Bundesliga 2013-14, los 3 mejores equipos de la 3. Liga 2013-14 y 25 equipos de la Regional Cup 2013-14.
1. Bundesliga
| - FC Bayern de Múnich - Borussia Dortmund - FC Schalke 04 - Bayer Leverkusen - VfL Wolfsburgo - Borussia Mönchengladbach | - Maguncia 05 - Augsburgo - Hoffenheim - Hannover 96 - Hertha Berlín - Werder Bremen | - Eintracht Frankfurt - Friburgo - VfB Stuttgart - Hamburgo - Núremberg - Eintracht Braunschweig |

2. Bundesliga
| - 1. FC Colonia - Paderborn 07 - Greuther Fürth - Kaiserslautern - Karlsruher SC - Fortuna Düsseldorf | - 1860 Múnich - St. Pauli - Union Berlin - Ingolstadt 04 - VfR Aalen - SV Sandhausen | - FSV Frankfurt - Erzgebirge Aue - Bochum - Arminia Bielefeld - Dinamo Dresde - Energie Cottbus |

3. Liga
| - 1. FC Heidenheim - RB Leipzig - SV Darmstadt 98 |

Copas Regionales
| - 1. FC Neubrandenburg 04 (Regional Cup Mecklenburg-Vorpommern) - Uhlenhorster SC Paloma (Regional Cup Hamburg) - Bremer SV (Regional Cup Bremen) - FSV Optik Rathenow (Regional Cup Brandenburg) - SV Waldkirch (Regional Cup Südbaden) - SV Alemannia Waldalgesheim (Regional Cup Südwest) - Chemnitzer FC (Regional Cup Sachsen) - Stuttgarter Kickers (Regional Cup Württemberg) | - SV Wehen Wiesbaden (Regional Cup Hessen) - Holstein Kiel (Regional Cup Schleswig-Holstein) - MSV Duisburg (Regional Cup Niederrhein) - Preußen Münster (Regional Cup Westfalen) - FC Homburg (Regional Cup Saarland) - FC Viktoria Colonia (Regional Cup Mittelrhein) - FC Astoria Walldorf (Regional Cup Baden) - FT Braunschweig (Regional Cup Niedersachsen) | - FC Viktoria 1889 Berlín (Regional Cup Berlín) - Sportfreunde Siegen (Regional Cup Westfalen) - FV Illertissen (Regional Cup Bayern) - BSV Schwarz-Weiß Rehden (Regional Cup Niedersachsen) - FC Carl Zeiss Jena (Regional Cup Thüringen) - Eintracht Trier (Regional Cup Rheinland) - Würzburger Kickers (Regional Cup Bayern) - 1. FC Magdeburg (Regional Cup Sachsen-Anhalt) - Kickers Offenbach (Regional Cup Hessen) |

## Sistema de juego
Los equipos se enfrentan en un solo partido por ronda. En caso de empate en tiempo reglamentario, se añadirán dos tiempos suplementarios de quince minutos cada uno y si el encuentro sigue igualado, la tanda de penaltis definirá que equipo avanza a la siguiente fase.
Para la primera ronda (equivalente a los trentaidosavos de final), los 64 equipos participantes se dividieron en dos bombos. En el primer bombo se incluyeron los equipos que clasificaron a través de los campeonatos regionales, los mejores cuatro de la 3. Liga y los últimos cuatro de las 2. Bundesliga. Cada equipo se enfrentó a otro perteneciente al segundo bombo, que incluye los otros 14 de la 2. Bundesliga y los 18 clubes de la 1. Bundesliga. Los clubes del primer bombo ejercieron la localía en el proceso.
La fórmula de los "dos bombos" se aplicó también para la segunda ronda, con los equipos restantes de la 3. Liga en el primer bombo y los demás equipos en el segundo. Una vez se vacíe uno de los bombos, los equipos restantes se enfrentarán unos contra otros. Si algún conjunto de tercera/amateur continúa en la competición, ejercerá la localía siempre.
El Fixture es el siguiente:

## Primera ronda
| 15 de agosto de 2014, 19:00 | Chemnitzer FC                                                                         | 5:5 (0:1; 3:3) (t. s.)(2:2 t. s.)(5:4 p.) | 1. FSV Maguncia 05                                                           | Stadion an der Gellertstraße, Chemnitz                      |                                                             |
|                             | Fink 50' 53' · Bungert 87' (a.g.) · Ziereis 103' · Kehl-Gómez 119'                    | Reporte                                   | Zimling 24' · Okazaki 49' · J.C. Koo 73' · Bungert 109' · Geis 120+2'        | Asistencia: 10.287 espectadores Árbitro(s): Patrick Ittrich | Asistencia: 10.287 espectadores Árbitro(s): Patrick Ittrich |
|                             |                                                                                       | Tiros desde el punto penal                |                                                                              |                                                             |                                                             |
|                             | Ronny Garbuschewski · Philip Türpitz · Marcel Hofrath · Marco Kehl-Gómez · Anton Fink |                                           | Johannes Geis · Ja-Cheol Koo · Gonzalo Jara · Joo-Ho Park · Daniel Brosinski |                                                             |                                                             |

| 15 de agosto de 2014, 19:00 | SV Alemannia Waldalgesheim | 0:6 (0:4) | Bayer 04 Leverkusen                                    | Stadion am Bruchweg, Maguncia                             |                                                           |
|                             |                            | Reporte   | Stefan Kießling 2' 24' 31' 41' 59' · Son Heung-Min 82' | Asistencia: 7.524 espectadores Árbitro(s): Benjamin Brand | Asistencia: 7.524 espectadores Árbitro(s): Benjamin Brand |

| 15 de agosto de 2014, 20:00 | MSV Duisburg      | 1:0 (1:0) | FC Nürnberg | Schauinsland-Reisen-Arena, Duisburgo                          |                                                               |
|                             | Zlatko Janjić 11' | Reporte   |             | Asistencia: 18.108 espectadores Árbitro(s): Christian Dingert | Asistencia: 18.108 espectadores Árbitro(s): Christian Dingert |

| 16 de agosto de 2014, 15:30 | VfL Bochum           | 2:0 (1:0) | VfB Stuttgart | Rewirpowerstadion, Bochum                                  |                                                            |
|                             | Simon Terodde 9' 48' | Reporte   |               | Asistencia: 22.694 espectadores Árbitro(s): Wolfgang Stark | Asistencia: 22.694 espectadores Árbitro(s): Wolfgang Stark |

| 16 de agosto de 2014, 15:30 | Stuttgarter Kickers    | 1:4 (0:1) | Borussia Dortmund                                                             | Mercedes-Benz Arena, Stuttgart                           |                                                          |
|                             | Randy Edwini-Bonsu 60' | Reporte   | Henrikh Mkhitaryan 30' · Pierre-Emerick Aubameyang 55' 78' · Adrián Ramos 89' | Asistencia: 37.000 espectadores Árbitro(s): Peter Sippel | Asistencia: 37.000 espectadores Árbitro(s): Peter Sippel |

| 16 de agosto de 2014, 15:30 | FC Homburg       | 1:3 (1:2) | Borussia Mönchengladbach                  | Waldstadion Homburg, Homburgo                               |                                                             |
|                             | Tim Stegerer 20' | Reporte   | André Hahn 8' · Branimir Hrgota 45+2' 52' | Asistencia: 17.000 espectadores Árbitro(s): Benjamin Cortus | Asistencia: 17.000 espectadores Árbitro(s): Benjamin Cortus |

| 16 de agosto de 2014, 15:30 | FC Viktoria Colonia                    | 2:4 (0:2) | Hertha Berlín                                                           | Sportpark Höhenberg, Colonia                             |                                                          |
|                             | Mike Wunderlich 57' · Fatih Candan 67' | Reporte   | Ronny 33' · Roy Beerens 41' · Genki Haraguchi 51' · Julian Schieber 76' | Asistencia: 5.239 espectadores Árbitro(s): Aarne Aarnink | Asistencia: 5.239 espectadores Árbitro(s): Aarne Aarnink |

| 16 de agosto de 2014, 15:30 | FC Astoria Walldorf  | 1:3 (0:1) | Hannover 96                      | FC-Astoria-Stadion, Walldorf                               |                                                            |
|                             | Nico Hillenbrand 58' | Reporte   | Joselu 29' 79' · Lars Stindl 76' | Asistencia: 3.400 espectadores Árbitro(s): Martin Petersen | Asistencia: 3.400 espectadores Árbitro(s): Martin Petersen |

| 16 de agosto de 2014, 15:30 | FSV Optik Rathenow   | 1:3 (0:2) | FC St. Pauli                                | Stadion Vogelgesang, Rathenow                             |                                                           |
|                             | Shelby Printemps 83' | Reporte   | Christopher Nöthe 9' 51' · Ante Budimir 31' | Asistencia: 4.500 espectadores Árbitro(s): Sven Jablonski | Asistencia: 4.500 espectadores Árbitro(s): Sven Jablonski |

| 16 de agosto de 2014, 15:30 | Bremer SV | 0:1 (0:0) | Eintracht Braunschweig      | Weserstadion Platz 11, Bremen                             |                                                           |
|                             |           | Reporte   | Håvard Kallevik Nielsen 46' | Asistencia: 2.901 espectadores Árbitro(s): Martin Thomsen | Asistencia: 2.901 espectadores Árbitro(s): Martin Thomsen |

| 16 de agosto de 2014, 15:30 | SV Waldkirch | 0:3 (0:0) | Greuther Fürth                                                      | Kaiserstuhlstadion, Bahlingen am Kaiserstuhl              |                                                           |
|                             |              | Reporte   | Stephan Schröck 46' · Patrick Beck 51' (a.g.) · Benedikt Röcker 82' | Asistencia: 3.820 espectadores Árbitro(s): Malte Dittrich | Asistencia: 3.820 espectadores Árbitro(s): Malte Dittrich |

| 16 de agosto de 2014, 15:30 | FT Braunschweig | 0:4 (0:0) | 1. FC Colonia                                                  | Eintracht-Stadion, Braunschweig                                |                                                                |
|                             |                 | Reporte   | Anthony Ujah 46' 52' · Matthias Lehmann 63' · Simon Zoller 87' | Asistencia: 9.067 espectadores Árbitro(s): Christian Bandurski | Asistencia: 9.067 espectadores Árbitro(s): Christian Bandurski |

| 16 de agosto de 2014, 18:00 | SV Wehen Wiesbaden                                                | 0:0 (t. s.)(3:5 p.)        | 1. FC Kaiserslautern                                                                       | BRITA-Arena, Wiesbaden                                      |                                                             |
|                             |                                                                   | Reporte                    |                                                                                            | Asistencia: 9.496 espectadores Árbitro(s): Sascha Stegemann | Asistencia: 9.496 espectadores Árbitro(s): Sascha Stegemann |
|                             |                                                                   | Tiros desde el punto penal |                                                                                            |                                                             |                                                             |
|                             | Michael Wiemann · Nils-Ole Book · Sebastian Mrowca · Thomas Geyer |                            | Philipp Hofmann · Andre Fomitschow · Stefan Mugoša · Marc Torrejón Moya · Dominique Heintz |                                                             |                                                             |

| 16 de agosto de 2014, 20:30 | FC Viktoria 1889 Berlín | 0:2 (0:1) | Eintracht Frankfurt                        | Friedrich-Ludwig-Jahn-Sportpark, Berlín                        |                                                                |
|                             |                         | Reporte   | Haris Seferović 9' · Alexander Meier 90+3' | Asistencia: 10.514 espectadores Árbitro(s): Thorsten Schriever | Asistencia: 10.514 espectadores Árbitro(s): Thorsten Schriever |

| 16 de agosto de 2014, 20:30 | Sportfreunde Siegen | 3:3 (2:1; 2:2) (t. s.)(1:1 t. s.)(4:5 p.) | FSV Frankfurt | Leimbachstadion, Siegen                               |                                                       |
|                             | Zouhair Bouadoud 17' 118' · Ali Ibrahimaj 32'                                                                                    | Reporte                                   | Zafer Yelen 40' · Edmond Kapllani 73' 98'                                                                                                | Asistencia: 4.226 espectadores Árbitro(s): René Rohde | Asistencia: 4.226 espectadores Árbitro(s): René Rohde |
|                             | | Tiros desde el punto penal                | |                                                       |                                                       |
|                             | Serkan Dalman · Manuel Glowacz · Philipp Frisch · Sven König · Markus Hayer · Zouhair Bouadoud · Mirson Volina · Mathias Hartwig |                                           | Edmond Kapllani · Manuel Konrad · Marc-André Kruska · André Schembri · Vincenzo Grifo · Mario Engels · Alexander Huber · Tom Beugelsdijk |                                                       |                                                       |

| 17 de agosto de 2014, 14:30 | Holstein Kiel     | 1:2 (1:0) | TSV 1860 München            | Holstein-Stadion, Kiel                                  |                                                         |
|                             | Tim Siedschlag 8' | Reporte   | Rubin Okotie 65' 81' (pen.) | Asistencia: 8.408 espectadores Árbitro(s): Felix Zwayer | Asistencia: 8.408 espectadores Árbitro(s): Felix Zwayer |

| 17 de agosto de 2014, 14:30 | FV Illertissen                        | 2:3 (1:1; 1:1) (t. s.)(1:2 t. s.) | Werder Bremen                                                            | Donaustadion, Ulm                                       |                                                         |
|                             | Moritz Nebel 24' · Marc Hämmerle 102' | Reporte                           | Izet Hajrović 4' (pen.) · Assani Lukimya-Mulongoti 93' · Davie Selke 99' | Asistencia: 10.505 espectadores Árbitro(s): Timo Gerach | Asistencia: 10.505 espectadores Árbitro(s): Timo Gerach |

| 17 de agosto de 2014, 14:30 | Uhlenhorster SC Paloma | 0:9 (0:7) | TSG 1899 Hoffenheim | Stadion Hoheluft, Hamburgo                              |                                                         |
|                             |                        | Reporte   | Teryk Elyounoussi 9' · Ermin Bičakčić 17' · Sven Schipplock 18' 28' 33' 45' 53' · Ádam Szalai 34' · Anthony Modeste 90' | Asistencia: 4.750 espectadores Árbitro(s): Sören Storks | Asistencia: 4.750 espectadores Árbitro(s): Sören Storks |

| 17 de agosto de 2014, 14:30 | BSV Schwarz-Weiß Rehden                                                            | 1:1 (1:0; 1:1) (t. s.)(0:0 t. s.)(3:4 p.) | VfR Aalen                                                                        | Sportplatz Waldsportstätten, Rehden                  |                                                      |
|                             | Nejmeddin Daghfous 20' (a.g.)                                                      | Reporte                                   | Michael Klauß 57'                                                                | Asistencia: 600 espectadores Árbitro(s): Patrick Alt | Asistencia: 600 espectadores Árbitro(s): Patrick Alt |
|                             |                                                                                    | Tiros desde el punto penal                |                                                                                  |                                                      |                                                      |
|                             | Michael Wessel · Marius Winkelmann · Andor Bolyki · Aaron Goldmann · Stefan Heyken |                                           | Manuel Junglas · Dominick Drexler · Fabian Weiß · André Hainault · Leandro Grech |                                                      |                                                      |

| 17 de agosto de 2014, 14:30 | FC Carl Zeiss Jena | 0:1 (0:1) | FC Erzgebirge Aue             | Ernst-Abbe-Sportfeld, Jena                                  |                                                             |
|                             |                    | Reporte   | Solomon Ndubisi Okoronkwo 39' | Asistencia: 8.745 espectadores Árbitro(s): Frank Willenborg | Asistencia: 8.745 espectadores Árbitro(s): Frank Willenborg |

| 17 de agosto de 2014, 16:00 | SC Preußen Münster       | 1:4 (0:2) | FC Bayern de Múnich                                                         | Preußenstadion, Münster                                    |                                                            |
|                             | Rogier Krohne 89' (pen.) | Reporte   | Mario Götze 19' · Thomas Müller 29' · David Alaba 52' · Claudio Pizarro 73' | Asistencia: 16.797 espectadores Árbitro(s): Guido Winkmann | Asistencia: 16.797 espectadores Árbitro(s): Guido Winkmann |

| 17 de agosto de 2014, 16:00 | Arminia Bielefeld                                                                  | 4:1 (1:0) | SV Sandhausen    | SchücoArena, Bielefeld                                     |                                                            |
|                             | Sebastian Schuppan 42' · Fabian Klos 57' · Florian Dick 60' · Christian Müller 64' | Reporte   | Lukas Kübler 76' | Asistencia: 7.305 espectadores Árbitro(s): Christian Dietz | Asistencia: 7.305 espectadores Árbitro(s): Christian Dietz |

| 17 de agosto de 2014, 16:00 | Eintracht Trier | 0:2 (0:0) | SC Friburgo                                  | Moselstadion, Tréveris                                   |                                                          |
|                             |                 | Reporte   | Julian Schuster 51' (pen.) · Karim Guédé 68' | Asistencia: 5.292 espectadores Árbitro(s): Robert Kampka | Asistencia: 5.292 espectadores Árbitro(s): Robert Kampka |

| 17 de agosto de 2014, 16:00 | 1. FC Neubrandenburg 04 | 1:3 (0:0) | Karlsruher SC                                                                | Ligaplatz am Jahnstadion, Neubrandenburg                |                                                         |
|                             | Christoph Fischer 48'   | Reporte   | Gaëtan Krebs 51' · Jan Mauersberger 55' (pen.) · Iliyan Mitsanski 67' (pen.) | Asistencia: 3.000 espectadores Árbitro(s): Florian Heft | Asistencia: 3.000 espectadores Árbitro(s): Florian Heft |

| 17 de agosto de 2014, 16:00 | Würzburger Kickers                                | 3:2 (0:1; 2:2) (t. s.)(1:0 t. s.) | Fortuna Düsseldorf                         | flyeralarm-Arena, Würzburg                                   |                                                              |
|                             | Christopher Bieber 51' 55' · Steven Lewerenz 114' | Reporte                           | Heinrich Schmidtgal 42' · Sérgio Pinto 58' | Asistencia: 10.500 espectadores Árbitro(s): Marcel Göpferich | Asistencia: 10.500 espectadores Árbitro(s): Marcel Göpferich |

| 17 de agosto de 2014, 18:30 | RB Leipzig                               | 2:1 (1:1; 1:1) (t. s.)(1:0 t. s.) | SC Paderborn 07  | Red Bull Arena, Leipzig                                 |                                                         |
|                             | Anthony Jung 43' · Clemens Fandrich 109' | Reporte                           | Süleyman Koc 27' | Asistencia: 24.348 espectadores Árbitro(s): Harm Osmers | Asistencia: 24.348 espectadores Árbitro(s): Harm Osmers |

| 17 de agosto de 2014, 18:30 | 1. FC Magdeburg    | 1:0 (0:0) | FC Augsburgo | MDCC-Arena, Magdeburgo                                     |                                                            |
|                             | Christian Beck 57' | Reporte   |              | Asistencia: 17.854 espectadores Árbitro(s): Robert Kempter | Asistencia: 17.854 espectadores Árbitro(s): Robert Kempter |

| 17 de agosto de 2014, 20:30 | SV Darmstadt 98                                                                                         | 0:0 (t. s.)(4:5 p.)        | VfL Wolfsburgo                                                                  | Stadion am Böllenfalltor, Darmstadt                         |                                                             |
|                             | | Reporte                    |                                                                                 | Asistencia: 13.900 espectadores Árbitro(s): Peter Gagelmann | Asistencia: 13.900 espectadores Árbitro(s): Peter Gagelmann |
|                             | | Tiros desde el punto penal |                                                                                 |                                                             |                                                             |
|                             | Romain Brégerie · Hanno Behrens · Fabian Holland · Maurice Exslager · Dominik Stroh-Engel · Milan Ivana |                            | Naldo · Bas Dost · Ricardo Rodríguez · Kevin De Bruyne · Ivica Olić · Vieirinha |                                                             |                                                             |

| 18 de agosto de 2014, 18:30 | 1. FC Heidenheim                            | 2:1 (0:0) | Union Berlin         | Voith-Arena, Heidenheim an der Brenz                       |                                                            |
|                             | Marc Schnatterer 53' · Adriano Grimaldi 69' | Reporte   | Fabian Schönheim 79' | Asistencia: 7.500 espectadores Árbitro(s): Robert Hartmann | Asistencia: 7.500 espectadores Árbitro(s): Robert Hartmann |

| 18 de agosto de 2014, 18:30 | Energie Cottbus                            | 2:2 (1:0; 1:1) (t. s.)(1:1 t. s.)(1:4 p.) | Hamburgo                                                               | Stadion der Freundschaft, Cottbus                             |                                                               |
|                             | Manuel Zeitz 10' (pen.) · Sven Michel 105' | Reporte                                   | Heiko Westermann 70' · Rafael van der Vaart 96'                        | Asistencia: 16.184 espectadores Árbitro(s): Thorsten Kinhöfer | Asistencia: 16.184 espectadores Árbitro(s): Thorsten Kinhöfer |
|                             |                                            | Tiros desde el punto penal                |                                                                        |                                                               |                                                               |
|                             | Fabian Pawela · Marco Holz · Sven Michel   |                                           | Rafael van der Vaart · Johan Djourou · Marcell Jansen · Artoms Rudņevs |                                                               |                                                               |

| 18 de agosto de 2014, 18:30 | Kickers Offenbach                                                | 0:0 (t. s.)(4:2 p.)        | FC Ingolstadt 04                                              | Sparda-Bank-Hessen-Stadion, Offenbach                    |                                                          |
|                             |                                                                  | Reporte                    |                                                               | Asistencia: 7.386 espectadores Árbitro(s): Florian Meyer | Asistencia: 7.386 espectadores Árbitro(s): Florian Meyer |
|                             |                                                                  | Tiros desde el punto penal |                                                               |                                                          |                                                          |
|                             | Markus Müller · Christian Cappek · Fabian Bäcker · Klaus Gjasula |                            | Alfredo Morales · Pascal Groß · Marvin Matip · Danny da Costa |                                                          |                                                          |

| 18 de agosto de 2014, 20:30 | Dinamo Dresde                         | 2:1 (1:0) | FC Schalke 04  | Glücksgas Stadion, Dresde                                 |                                                           |
|                             | Justin Eilers 24' · Nils Teixeira 49' | Reporte   | Joel Matip 78' | Asistencia: 29:590 espectadores Árbitro(s): Deniz Aytekin | Asistencia: 29:590 espectadores Árbitro(s): Deniz Aytekin |

## Segunda ronda
| 28 de octubre de 2014, 19:00 | Chemnitzer FC | 0:2 (0:1) | Werder Bremen              | Stadion an der Gellertstraße, Chemnitz                     |                                                            |
|                              |               | Reporte   | Bartels 31' · Di Santo 49' | Asistencia: 10.161 espectadores Árbitro(s): Markus Schmidt | Asistencia: 10.161 espectadores Árbitro(s): Markus Schmidt |

| 28 de octubre de 2014, 19:00 | Arminia Bielefeld                        | 0:0 (t. s.)(4:2 p.)        | Hertha BSC Berlín                   | SchücoArena, Bielefeld                                      |                                                             |
|                              |                                          | Reporte                    |                                     | Asistencia: 23.098 espectadores Árbitro(s): Robert Hartmann | Asistencia: 23.098 espectadores Árbitro(s): Robert Hartmann |
|                              |                                          | Tiros desde el punto penal |                                     |                                                             |                                                             |
|                              | Klos · Salger · Ulm · Brinkmann · Lorenz |                            | Ronny · Hegeler · Schieber · Wagner |                                                             |                                                             |

| 28 de octubre de 2014, 19:00 | Kickers Offenbach | 1:0 (0:0) | Karlsruher SC | Sparda-Bank-Hessen-Stadion, Offenbach                         |                                                               |
|                              | Pintol 62'        | Reporte   |               | Asistencia: 16.106 espectadores Árbitro(s): Bibiana Steinhaus | Asistencia: 16.106 espectadores Árbitro(s): Bibiana Steinhaus |

| 28 de octubre de 2014, 19:00 | VfR Aalen                       | 2:0 (1:0) | Hannover 96 | Scholz-Arena, Aalen                                       |                                                           |
|                              | Gülselam 24' (a.g.) · Klauß 59' | Reporte   |             | Asistencia: 5.448 espectadores Árbitro(s): Wolfgang Stark | Asistencia: 5.448 espectadores Árbitro(s): Wolfgang Stark |

| 28 de octubre de 2014, 20:30 | Dinamo Dresde  | 2:1 (0:0; 1:1) (t. s.)(1:0 t. s.) | VfL Bochum  | Stadion Dresden, Dresde                                       |                                                               |
|                              | Eilers 61' 94' | Reporte                           | Terodde 53' | Asistencia: 28.053 espectadores Árbitro(s): Markus Wingenbach | Asistencia: 28.053 espectadores Árbitro(s): Markus Wingenbach |

| 28 de octubre de 2014, 20:30 | MSV Duisburg               | 0:0 (t. s.)(1:4 p.)        | 1. FC Colonia                        | Schauinsland-Reisen-Arena, Duisburgo                     |                                                          |
|                              |                            | Reporte                    |                                      | Asistencia: 30.600 espectadores Árbitro(s): Peter Sippel | Asistencia: 30.600 espectadores Árbitro(s): Peter Sippel |
|                              |                            | Tiros desde el punto penal |                                      |                                                          |                                                          |
|                              | Grote · Janjić · Feltscher |                            | Lehmann · Vogt · Wimmer · Matuszczyk |                                                          |                                                          |

| 28 de octubre de 2014, 20:30 | 1. FC Kaiserslautern | 2:0 (2:0) | Greuther Fürth | Fritz-Walter-Stadion, Kaiserslautern                        |                                                             |
|                              | Hofmann 12' 22'      | Reporte   |                | Asistencia: 23.111 espectadores Árbitro(s): Bastian Dankert | Asistencia: 23.111 espectadores Árbitro(s): Bastian Dankert |

| 28 de octubre de 2014, 20:30 | FC St. Pauli | 0:3 (0:2) | Borussia Dortmund                    | Millerntor-Stadion, Hamburgo                            |                                                         |
|                              |              | Reporte   | Immobile 33' · Reus 44' · Kagawa 86' | Asistencia: 29.063 espectadores Árbitro(s): Günter Perl | Asistencia: 29.063 espectadores Árbitro(s): Günter Perl |

| 29 de octubre de 2014, 19:00 | 1. FC Magdeburg                                                     | 2:2 (1:1; 1:1) (t. s.)(1:1 t. s.)(4:5 p.) | Bayer 04 Leverkusen                                             | MDCC-Arena, Magdeburgo                                     |                                                            |
|                              | Siefkes 28' · Brandt 111'                                           | Reporte                                   | Çalhanoğlu 3' · Papadopoulos 115'                               | Asistencia: 23.855 espectadores Árbitro(s): Daniel Siebert | Asistencia: 23.855 espectadores Árbitro(s): Daniel Siebert |
|                              |                                                                     | Tiros desde el punto penal                |                                                                 |                                                            |                                                            |
|                              | Hammann · Bankert · Puttkammer · Hebisch · Brandt · Sowislo · Fuchs |                                           | Spahić · Kruse · Toprak · Kießling · Brandt · Öztunali · Jedvaj |                                                            |                                                            |

| 29 de octubre de 2014, 19:00 | Würzburger Kickers | 0:1 (0:0) | Eintracht Braunschweig | flyeralarm-Arena, Wurzburgo                               |                                                           |
|                              |                    | Reporte   | Nielsen 78'            | Asistencia: 12.000 espectadores Árbitro(s): Robert Kampka | Asistencia: 12.000 espectadores Árbitro(s): Robert Kampka |

| 29 de octubre de 2014, 19:00 | TSV 1860 München      | 2:5 (1:1) | SC Friburgo                                  | Allianz Arena, Múnich                                        |                                                              |
|                              | Rama 15' · Okotie 69' | Reporte   | Freis 25' · Mehmedi 59' 64' 89' · Schmid 83' | Asistencia: 17.000 espectadores Árbitro(s): Sascha Stegemann | Asistencia: 17.000 espectadores Árbitro(s): Sascha Stegemann |

| 29 de octubre de 2014, 19:00 | RB Leipzig                                   | 3:1 (0:1; 1:1) (t. s.)(2:0 t. s.) | FC Erzgebirge Aue      | Red Bull Arena, Leipzig                                    |                                                            |
|                              | Yuyary 90+1' · Kaiser 98' (pen.) · Boyd 108' | Reporte                           | Klostermann 20' (a.g.) | Asistencia: 28.419 espectadores Árbitro(s): Tobias Stieler | Asistencia: 28.419 espectadores Árbitro(s): Tobias Stieler |

| 29 de octubre de 2014, 20:30 | Hamburgo S.V. | 1:3 (0:2) | FC Bayern de Múnich                     | Imtech Arena, Hamburgo                                  |                                                         |
|                              | Lassoga 85'   | Reporte   | Lewandowski 7' · Alaba 44' · Ribéry 55' | Asistencia: 57.000 espectadores Árbitro(s): Marco Fritz | Asistencia: 57.000 espectadores Árbitro(s): Marco Fritz |

| 29 de octubre de 2014, 20:30 | TSG 1899 Hoffenheim                                                | 5:1 (2:0) | FSV Frankfurt | Wirsol Rhein-Neckar-Arena, Sinsheim                      |                                                          |
|                              | Schipplock 23' · Vestergaard 45+3' · Firmino 57' 90' · Modeste 72' | Reporte   | Schembri 80'  | Asistencia: 11.441 espectadores Árbitro(s): Jochen Drees | Asistencia: 11.441 espectadores Árbitro(s): Jochen Drees |

| 29 de octubre de 2014, 20:30 | VfL Wolfsburgo                                  | 4:1 (2:1) | 1. FC Heidenheim 1846 | Volkswagen Arena, Wolfsburgo                                 |                                                              |
|                              | Caligiuri 28' · Dost 43' · Luiz Gustavo 65' 78' | Reporte   | Schnatterer 12'       | Asistencia: 7.608 espectadores Árbitro(s): Thorsten Kinhöfer | Asistencia: 7.608 espectadores Árbitro(s): Thorsten Kinhöfer |

| 29 de octubre de 2014, 20:30 | Eintracht Frankfurt | 1:2 (0:1) | Borussia Mönchengladbach | Commerzbank-Arena, Fráncfort del Meno                    |                                                          |
|                              | Kadlec 89'          | Reporte   | Hazard 17' · Traoré 67'  | Asistencia: 46.500 espectadores Árbitro(s): Knut Kircher | Asistencia: 46.500 espectadores Árbitro(s): Knut Kircher |

## Fase final
|  | Octavos de final         | Octavos de final         |                   |       | Cuartos de final | Cuartos de final |  |  | Semifinales      | Semifinales      |  |  | Final      | Final      |
|  | 3 y 4 de marzo           | 3 y 4 de marzo           |                   |       | 7 y 8 de abril   | 7 y 8 de abril   |  |  | 28 y 29 de abril | 28 y 29 de abril |  |  | 30 de mayo | 30 de mayo |
|  |                          |                          |                   |       |                  |                  |  |  |                  |                  |  |  |            |            |
|  |                          |                          |                   |       |                  |                  |  |  |                  |                  |  |  |            |            |
|  |                          |                          |                   |       |                  |                  |  |  |                  |                  |  |  |            |            |
|  | Bayer Leverkusen         | 2                        |                   |       |                  |                  |  |  |                  |                  |  |  |            |            |
|  | Bayer Leverkusen         | 2                        |                   |       |                  |                  |  |  |                  |                  |  |  |            |            |
|  | Kaiserslautern           | 0                        |                   |       |                  |                  |  |  |                  |                  |  |  |            |            |
|  | Kaiserslautern           | 0                        | Bayer Leverkusen  | 0 (3) |                  |                  |  |  |                  |                  |  |  |            |            |
|  |                          |                          |                   | 0 (3) |                  |                  |  |  |                  |                  |  |  |            |            |
|  |                          | Bayern Múnich            | 0 (5)             |       |                  |                  |  |  |                  |                  |  |  |            |            |
|  | Bayern Múnich            | Bayern Múnich            | 0 (5)             | 2     |                  |                  |  |  |                  |                  |  |  |            |            |
|  | Bayern Múnich            |                          |                   | 2     |                  |                  |  |  |                  |                  |  |  |            |            |
|  | Eintracht Braunschweig   | 0                        |                   |       |                  |                  |  |  |                  |                  |  |  |            |            |
|  | Eintracht Braunschweig   | 0                        | Bayern Múnich     | 1 (0) |                  |                  |  |  |                  |                  |  |  |            |            |
|  |                          |                          |                   | 1 (0) |                  |                  |  |  |                  |                  |  |  |            |            |
|  |                          | Borussia Dortmund        | 1 (2)             |       |                  |                  |  |  |                  |                  |  |  |            |            |
|  | Dinamo Dresde            | Borussia Dortmund        | 1 (2)             | 0     |                  |                  |  |  |                  |                  |  |  |            |            |
|  | Dinamo Dresde            |                          |                   | 0     |                  |                  |  |  |                  |                  |  |  |            |            |
|  | Borussia Dortmund        | 2                        |                   |       |                  |                  |  |  |                  |                  |  |  |            |            |
|  | Borussia Dortmund        | 2                        | Borussia Dortmund | 3     |                  |                  |  |  |                  |                  |  |  |            |            |
|  |                          |                          |                   | 3     |                  |                  |  |  |                  |                  |  |  |            |            |
|  |                          | Hoffenheim               | 2                 |       |                  |                  |  |  |                  |                  |  |  |            |            |
|  | VfR Aalen                | Hoffenheim               | 2                 | 0     |                  |                  |  |  |                  |                  |  |  |            |            |
|  | VfR Aalen                |                          |                   | 0     |                  |                  |  |  |                  |                  |  |  |            |            |
|  | Hoffenheim               | 2                        |                   |       |                  |                  |  |  |                  |                  |  |  |            |            |
|  | Hoffenheim               | 2                        | Borussia Dortmund | 1     |                  |                  |  |  |                  |                  |  |  |            |            |
|  |                          |                          |                   | 1     |                  |                  |  |  |                  |                  |  |  |            |            |
|  |                          | Wolfsburgo               | 3                 |       |                  |                  |  |  |                  |                  |  |  |            |            |
|  | Arminia Bielefeld        | Wolfsburgo               | 3                 | 3     |                  |                  |  |  |                  |                  |  |  |            |            |
|  | Arminia Bielefeld        |                          |                   | 3     |                  |                  |  |  |                  |                  |  |  |            |            |
|  | Werder Bremen            | 1                        |                   |       |                  |                  |  |  |                  |                  |  |  |            |            |
|  | Werder Bremen            | 1                        | Arminia Bielefeld | 1 (5) |                  |                  |  |  |                  |                  |  |  |            |            |
|  |                          |                          |                   | 1 (5) |                  |                  |  |  |                  |                  |  |  |            |            |
|  |                          | Borussia Mönchengladbach | 1 (4)             |       |                  |                  |  |  |                  |                  |  |  |            |            |
|  | Kickers Offenbach        | Borussia Mönchengladbach | 1 (4)             | 0     |                  |                  |  |  |                  |                  |  |  |            |            |
|  | Kickers Offenbach        |                          |                   | 0     |                  |                  |  |  |                  |                  |  |  |            |            |
|  | Borussia Mönchengladbach | 2                        |                   |       |                  |                  |  |  |                  |                  |  |  |            |            |
|  | Borussia Mönchengladbach | 2                        | Arminia Bielefeld | 0     |                  |                  |  |  |                  |                  |  |  |            |            |
|  |                          |                          |                   | 0     |                  |                  |  |  |                  |                  |  |  |            |            |
|  |                          | Wolfsburgo               | 4                 |       |                  |                  |  |  |                  |                  |  |  |            |            |
|  | RB Leipzig               | Wolfsburgo               | 4                 | 0     |                  |                  |  |  |                  |                  |  |  |            |            |
|  | RB Leipzig               |                          |                   | 0     |                  |                  |  |  |                  |                  |  |  |            |            |
|  | Wolfsburgo               | 2                        |                   |       |                  |                  |  |  |                  |                  |  |  |            |            |
|  | Wolfsburgo               | 2                        | Wolfsburgo        | 1     |                  |                  |  |  |                  |                  |  |  |            |            |
|  |                          |                          |                   | 1     |                  |                  |  |  |                  |                  |  |  |            |            |
|  |                          | Friburgo                 | 0                 |       |                  |                  |  |  |                  |                  |  |  |            |            |
|  | Friburgo                 | Friburgo                 | 0                 | 2     |                  |                  |  |  |                  |                  |  |  |            |            |
|  | Friburgo                 |                          |                   | 2     |                  |                  |  |  |                  |                  |  |  |            |            |
|  | Colonia                  | 1                        |                   |       |                  |                  |  |  |                  |                  |  |  |            |            |
|  | Colonia                  | 1                        |                   |       |                  |                  |  |  |                  |                  |  |  |            |            |

## Octavos de final
| 3 de marzo de 2015, 19:00 | Bayer 04 Leverkusen             | 2:0 (0:0; 0:0) (t. s.)(2:0 t. s.) | 1. FC Kaiserslautern | BayArena, Leverkusen                                       |                                                            |
|                           | Çalhanoğlu 102' · Kießling 113' | Reporte                           |                      | Asistencia: 26.601 espectadores Árbitro(s): Guido Winkmann | Asistencia: 26.601 espectadores Árbitro(s): Guido Winkmann |

| 3 de marzo de 2015, 19:00 | VfR Aalen | 0:2 (0:1) | TSG 1899 Hoffenheim        | Scholz-Arena, Aalen                                         |                                                             |
|                           |           | Reporte   | Polanski 16' · Volland 56' | Asistencia: 8.252 espectadores Árbitro(s): Sascha Stegemann | Asistencia: 8.252 espectadores Árbitro(s): Sascha Stegemann |

| 3 de marzo de 2015, 20:30 | SC Friburgo                  | 2:1 (2:0) | 1. FC Colonia | Schwarzwald-Stadion, Friburgo                            |                                                          |
|                           | Ujah 17' (a.g.) · Darida 18' | Reporte   | Deyverson 89' | Asistencia: 19.000 espectadores Árbitro(s): Manuel Gräfe | Asistencia: 19.000 espectadores Árbitro(s): Manuel Gräfe |

| 3 de marzo de 2015, 20:30 | Dinamo Dresde | 0:2 (0:0) | Borussia Dortmund | Stadion Dresden, Dresde                                 |                                                         |
|                           |               | Reporte   | Immobile 50' 90'  | Asistencia: 30.500 espectadores Árbitro(s): Tobias Welz | Asistencia: 30.500 espectadores Árbitro(s): Tobias Welz |

| 4 de marzo de 2015, 19:00 | RB Leipzig | 0:2 (0:1) | VfL Wolfsburgo            | Red Bull Arena, Leipzig                                       |                                                               |
|                           |            | Reporte   | Caligiuri 20' · Klose 57' | Asistencia: 43.000 espectadores Árbitro(s): Thorsten Kinhöfer | Asistencia: 43.000 espectadores Árbitro(s): Thorsten Kinhöfer |

| 4 de marzo de 2015, 19:00 | Arminia Bielefeld              | 3:1 (1:0) | Werder Bremen | SchücoArena, Bielefeld                                      |                                                             |
|                           | Junglas 32' 84' · Schuppan 57' | Reporte   | Fritz 76'     | Asistencia: 28.137 espectadores Árbitro(s): Bastian Dankert | Asistencia: 28.137 espectadores Árbitro(s): Bastian Dankert |

| 4 de marzo de 2015, 20:30 | Kickers Offenbach | 0:2 (0:0) | Borussia Mönchengladbach | Sparda-Bank-Hessen-Stadion, Offenbach                         |                                                               |
|                           |                   | Reporte   | Kruse 52' · Herrmann 83' | Asistencia: 20.500 espectadores Árbitro(s): Christian Dingert | Asistencia: 20.500 espectadores Árbitro(s): Christian Dingert |

| 4 de marzo de 2015, 20:30 | FC Bayern Munich        | 2:0 (1:0) | Eintracht Braunschweig | Allianz Arena, Múnich                                    |                                                          |
|                           | Alaba 45+1' · Götze 57' | Reporte   |                        | Asistencia: 75.000 espectadores Árbitro(s): Jochen Drees | Asistencia: 75.000 espectadores Árbitro(s): Jochen Drees |

## Cuartos de final
| 7 de abril de 2015, 19:00 | VfL Wolfsburgo          | 1:0 (0:0) | SC Friburgo | Volkswagen Arena, Wolfsburgo                               |                                                            |
|                           | R. Rodríguez 72' (pen.) | Reporte   |             | Asistencia: 15.237 espectadores Árbitro(s): Tobias Stieler | Asistencia: 15.237 espectadores Árbitro(s): Tobias Stieler |

| 7 de abril de 2015, 20:30 | Borussia Dortmund                                 | 3:2 (2:2; 1:2) (t. s.)(1:0 t. s.) | TSG 1899 Hoffenheim             | Signal Iduna Park, Dortmund                               |                                                           |
|                           | N. Subotić 19' · P. Aubameyang 57' · S. Kehl 107' | Reporte                           | K. Volland 21' · R. Firmino 28' | Asistencia: 80.667 espectadores Árbitro(s): Deniz Aytekin | Asistencia: 80.667 espectadores Árbitro(s): Deniz Aytekin |

| 8 de abril de 2015, 19:00 | Arminia Bielefeld                                                     | 1:1 (1:1; 1:1) (t. s.)(0:0 t. s.)(5:4 p.) | Borussia Mönchengladbach                                             | SchücoArena, Bielefeld                                     |                                                            |
|                           | M. Junglas 26'                                                        | Reporte                                   | 32' (pen.) M. Kruse                                                  | Asistencia: 26.137 espectadores Árbitro(s): Wolfgang Stark | Asistencia: 26.137 espectadores Árbitro(s): Wolfgang Stark |
|                           |                                                                       | Tiros desde el punto penal                |                                                                      |                                                            |                                                            |
|                           | F. Klos · F. Dick · D. Ulm · D. Brinkmann · M. Lorenz · F. Burmeister |                                           | Raffael · F. Johnson · G. Xhaka · R. Brouwers · M. Kruse · I. Traoré |                                                            |                                                            |

| 8 de abril de 2015, 20:30 | Bayer 04 Leverkusen                              | 0:0 (t. s.)(3:5 p.)        | FC Bayern Múnich                                                 | BayArena, Leverkusen                                     |                                                          |
|                           |                                                  | Reporte                    |                                                                  | Asistencia: 30.210 espectadores Árbitro(s): Felix Zwayer | Asistencia: 30.210 espectadores Árbitro(s): Felix Zwayer |
|                           |                                                  | Tiros desde el punto penal |                                                                  |                                                          |                                                          |
|                           | J. Drmić · L. Bender · G. Castro · H. Çalhanoğlu |                            | T. Müller · R. Lewandowski · X. Alonso · M. Götze · T. Alcântara |                                                          |                                                          |

## Semifinales
| 28 de abril de 2015, 20:30 | Bayern Múnich                 | 1:1 (1:1, 1:0) (t. s.)(0:2 p.) | Borussia Dortmund         | Allianz Arena, Múnich                                       |                                                             |
|                            | Lewandowski 30'               | Reporte                        | Aubameyang 75'            | Asistencia: 75 000 espectadores Árbitro(s): Peter Gagelmann | Asistencia: 75 000 espectadores Árbitro(s): Peter Gagelmann |
|                            |                               | Tiros desde el punto penal     |                           |                                                             |                                                             |
|                            | Lahm · Alonso · Götze · Neuer |                                | Gündogan · Kehl · Hummels |                                                             |                                                             |

| 29 de abril de 2015, 20:30 | Arminia Bielefeld | 0:4 (0:2) | Wolfsburgo                                     | SchücoArena, Bielefeld                                  |                                                         |
|                            |                   | Reporte   | Arnold 8' 55' · Luiz Gustavo 31' · Perišić 51' | Asistencia: 26 173 espectadores Árbitro(s): Tobias Welz | Asistencia: 26 173 espectadores Árbitro(s): Tobias Welz |

## Final
| 30 de mayo de 2015, 20:00 | Borussia Dortmund | 1:3 (1:3) | Wolfsburgo                                  | Estadio Olímpico, Berlín                                |                                                         |
|                           | Aubameyang 5'     | Reporte   | Luiz Gustavo 22' · De Bruyne 33' · Dost 38' | Asistencia: 75 815 espectadores Árbitro(s): Felix Brych | Asistencia: 75 815 espectadores Árbitro(s): Felix Brych |

| 22         | POR        | Mitchell Langerak         |     |
| 4          | DEF        | Neven Subotic             |     |
| 15         | DEF        | Mats Hummels              |     |
| 29         | DEF        | Marcel Schmelzer          |     |
| 37         | DEF        | Erik Durm                 | 68' |
| 5          | MED        | Sebastian Kehl            | 68' |
| 7          | MED        | Shinji Kagawa             |     |
| 8          | MED        | Ilkay Gündogan            |     |
| 10         | MED        | Henrikh Mkhitaryan        |     |
| 11         | MED        | Marco Reus                | 79' |
| 17         | DEL        | Pierre-Emerick Aubameyang |     |
| Entrenador | Entrenador | Jürgen Klopp              |     |

| 1          | POR        | Diego Benaglio    |     |
| 5          | DEF        | Timm Klose        |     |
| 25         | DEF        | Naldo             |     |
| 34         | DEF        | Ricardo Rodríguez |     |
| 7          | DEF        | Daniel Caligiuri  | 85' |
| 8          | MED        | Vieirinha         |     |
| 9          | MED        | Ivan Perišić      | 74' |
| 14         | MED        | Kevin De Bruyne   |     |
| 22         | MED        | Luiz Gustavo      |     |
| 27         | MED        | Maximilian Arnold | 81' |
| 12         | DEL        | Bas Dost          |     |
| Entrenador | Entrenador | Dieter Hecking    |     |

| 26 | DEF | Łukasz Piszczek      | 68' |
| 16 | MED | Jakub Błaszczykowski | 68' |
| 9  | DEL | Ciro Immobile        | 79' |

| 23 | MED | Josuha Guilavogui | 74' |
| 17 | MED | André Schürrle    | 81' |
| 15 | DEF | Christian Träsch  | 85' |

| Anotado | 5' | Pierre-Emerick Aubameyang | 1 - 0 |

| Anotado | 22' | Luiz Gustavo    | 1 - 1 |
| Anotado | 33' | Kevin De Bruyne | 1 - 2 |
| Anotado | 38' | Bas Dost        | 1 - 3 |

| Amonestado | 61' | Henrikh Mkhitaryan |  |
| Amonestado | 84' | Marcel Schmelzer   |  |

| Amonestado | 88' | Kevin De Bruyne |  |
| Amonestado | 90' | Vieirinha       |  |

| Árbitro             | Felix Brych     |
| Árbitros asistentes | Mark Borsch     |
| Árbitros asistentes | Stefan Lupp     |
| Cuarto Árbitro      | Robert Hartmann |

| 22         | POR        | Mitchell Langerak         |     |
| 4          | DEF        | Neven Subotic             |     |
| 15         | DEF        | Mats Hummels              |     |
| 29         | DEF        | Marcel Schmelzer          |     |
| 37         | DEF        | Erik Durm                 | 68' |
| 5          | MED        | Sebastian Kehl            | 68' |
| 7          | MED        | Shinji Kagawa             |     |
| 8          | MED        | Ilkay Gündogan            |     |
| 10         | MED        | Henrikh Mkhitaryan        |     |
| 11         | MED        | Marco Reus                | 79' |
| 17         | DEL        | Pierre-Emerick Aubameyang |     |
| Entrenador | Entrenador | Jürgen Klopp              |     |

| 1          | POR        | Diego Benaglio    |     |
| 5          | DEF        | Timm Klose        |     |
| 25         | DEF        | Naldo             |     |
| 34         | DEF        | Ricardo Rodríguez |     |
| 7          | DEF        | Daniel Caligiuri  | 85' |
| 8          | MED        | Vieirinha         |     |
| 9          | MED        | Ivan Perišić      | 74' |
| 14         | MED        | Kevin De Bruyne   |     |
| 22         | MED        | Luiz Gustavo      |     |
| 27         | MED        | Maximilian Arnold | 81' |
| 12         | DEL        | Bas Dost          |     |
| Entrenador | Entrenador | Dieter Hecking    |     |

| 26 | DEF | Łukasz Piszczek      | 68' |
| 16 | MED | Jakub Błaszczykowski | 68' |
| 9  | DEL | Ciro Immobile        | 79' |

| 23 | MED | Josuha Guilavogui | 74' |
| 17 | MED | André Schürrle    | 81' |
| 15 | DEF | Christian Träsch  | 85' |

| Anotado | 5' | Pierre-Emerick Aubameyang | 1 - 0 |

| Anotado | 22' | Luiz Gustavo    | 1 - 1 |
| Anotado | 33' | Kevin De Bruyne | 1 - 2 |
| Anotado | 38' | Bas Dost        | 1 - 3 |

| Amonestado | 61' | Henrikh Mkhitaryan |  |
| Amonestado | 84' | Marcel Schmelzer   |  |

| Amonestado | 88' | Kevin De Bruyne |  |
| Amonestado | 90' | Vieirinha       |  |

| Árbitro             | Felix Brych     |
| Árbitros asistentes | Mark Borsch     |
| Árbitros asistentes | Stefan Lupp     |
| Cuarto Árbitro      | Robert Hartmann |

| DFB Pokal Trophy                   |
|                                    |
| Campeón VfL Wolfsburgo 1.er título |

## Máximos goleadores
| Jugador                   | Equipo            | Goles |
| ------------------------- | ----------------- | ----- |
| Sven Schipplock           | Hoffenheim        | 6     |
| Stefan Kießling           | Bayer Leverkusen  | 6     |
| Pierre-Emerick Aubameyang | Borussia Dortmund | 5     |
| Roberto Firmino           | Hoffenheim        | 3     |
| Rubin Okotie              | 1860 Múnich       | 3     |
| Ciro Immobile             | Borussia Dortmund | 3     |
| Simon Terodde             | Bochum            | 3     |